# 保姆國家
保姆國家（英語：Nanny state）是指一個對其人民推行過多保護性政策的國家，比喻保姆對小孩給予過度呵護。這個詞由英國保守黨國會議員伊安·麥克勞德於1965年12月3日的旁觀者專欄提出。新加坡內閣資政李光耀在2000年對這個詞被用於形容新加坡的管治模式上進行回應：「如果新加坡是個保姆國家，那麼我就為培育出這麼一個國家感到驕傲。」
按不同場合保姆國家可以有不同的含義，它一般用以批評政府諸如對公共衛生進行過度干預，嚴格的疾病監控、防疫、強制或政府資助的疫苗注射計劃、食品標籤法、含糖飲料稅、學校午餐餐單或飲水加氟等。

## 外部連結
- Guardian Society article defending the nanny state（页面存档备份，存于）
- The Conservative Nanny State by Dean Baker (May 2006)
- News and articles from NannyState.net（页面存档备份，存于）
- Nanny State - A comical glance at the Nanny State（页面存档备份，存于）